# 莱奥·维尔登
莱奥·维尔登（德語：Leo Wilden，1936年7月3日—2022年5月5日），德国男子足球运动员，场上位置是后卫。他曾代表西德国家队参加1962年国际足联世界杯，结果队伍止步八强。